# Кравцевский
Кравцевский — посёлок в Нефтегорском районе Самарской области в составе сельское поселение Богдановка (Нефтегорский район).

## География
Находится на правом берегу реки Чапаевки на расстоянии примерно 27 километров по прямой на юго-запад от районного центра города Нефтегорск.

## Население
Постоянное население отсутствовало как в 2002 году, так и в 2010 году.